# Tang Chao
Tang Chao (chiń. 唐朝; pinyin Táng Cháo; dosł. „Dynastia Tang”) – chiński zespół heavymetalowy, założony w 1988 roku, przedstawiany powszechnie jako pierwsza heavymetalowa grupa muzyczna w Chinach.
Zespół założyli w 1988 Ding Wu, Zhang Ju, Kaiser Kuo i Andrew Szabo. Rok później Kuo i Szabo opuścili zespół, ich miejsce zajęli Zhao Nian i Liu Yijun.
Wydana w 1992 roku płyta Meng Hui Tang Chao (梦回唐朝) zapewniła zespołowi nagłą popularność; sprzedała się w ponad 2 milionach egzemplarzy.
11 maja 1995 Zhang Ju zginął w wypadku motocyklowym w Pekinie. Rok później zespół opuścił Liu Yijun, a na jego miejsce powrócił Kaiser Kuo. Kuo ponownie opuścił grupę w 1999, zaś na jego miejsce został przyjęty Chen Lei. Liu Yijun powrócił do zespołu w 2002.

## Obecny skład zespołu
- Ding Wu – wokal
- Liu Yijun – gitara
- Chen Lei – gitara
- Gu Zhong – gitara basowa
- Zhao Nian – perkusja

## Dyskografia
- 1992 : Meng Hui Tang Chao (梦回唐朝) (ang. A Dream Return To Tang Dynasty)
- 1998 : Yanyi (演义) (ang. Epic)
- 2008 : Langman Qishi (浪漫騎士) (ang. Knight of Romantic)